# Suore oblate di San Francesco di Sales

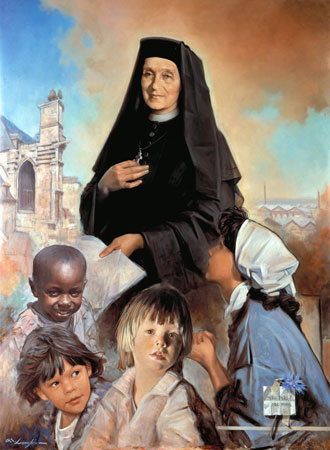
Léonie Aviat, fondatrice della congregazione

Le Suore Oblate di San Francesco di Sales (in francese Sœurs Oblates de Saint-François de Sales) sono un istituto religioso femminile di diritto pontificio: i membri di questa congregazione pospongono al loro nome la sigla O.S.F.S.

## Storia
Nel corso del XIX secolo Troyes era divenuto un notevole centro industriale (vi erano sorti numerosi cappellifici e filande) e, per garantire l'assistenza spirituale e materiale alle giovani operaie giunte in città dalle campagne, il sacerdote Louis Brisson aprì delle case-famiglia (l'Oeuvre Saint-François de Sales); per la gestione dell'opera, Brisson si rivolse a madre Marie de Sales Chappuis, superiora del locale monastero della Visitazione (di cui il sacerdote era cappellano), la quale consentì a due novizie, Léonie Aviat (1844-1914) e Lucie Canuet, di lasciare il chiostro per dare inizio a una nuova congregazione (11 giugno 1866).
Il 30 ottobre 1868 la Aviat e la Canuet ricevettero l'abito religioso e l'11 ottobre 1871 le religiose emisero la loro professione dei voti. La congregazione si diffuse rapidamente in Francia, dove si dedicò a varie attività di promozione sociale soprattutto a favore delle classi lavoratrici, e nel 1883 le religiose iniziarono ad affiancare l'apostolato missionario degli Oblati di San Francesco di Sales in Sudafrica e poi in Ecuador.
Papa Pio X approvò l'istituto il 4 aprile 1911. Papa Giovanni Paolo II canonizzò Léonie Aviat (in religione madre Francesca di Sales, prima superiora generale della congregazione) il 25 novembre 2001 in Piazza San Pietro a Roma.

## Attività e diffusione
Le suore dell'Istituto si dedicano prevalentemente ad attività educative, ma gestiscono anche orfanotrofi e case di riposo.
Sono presenti in Europa (Austria, Francia, Germania, Italia, Svizzera), in Africa (Namibia, Sudafrica) e nelle Americhe (Colombia, Ecuador, Stati Uniti d'America); la sede generalizia è a Troyes, in Francia.
Al 31 dicembre 2005, la congregazione contava 387 religiose in 53 case.